# Hendrik Johan George Modderman

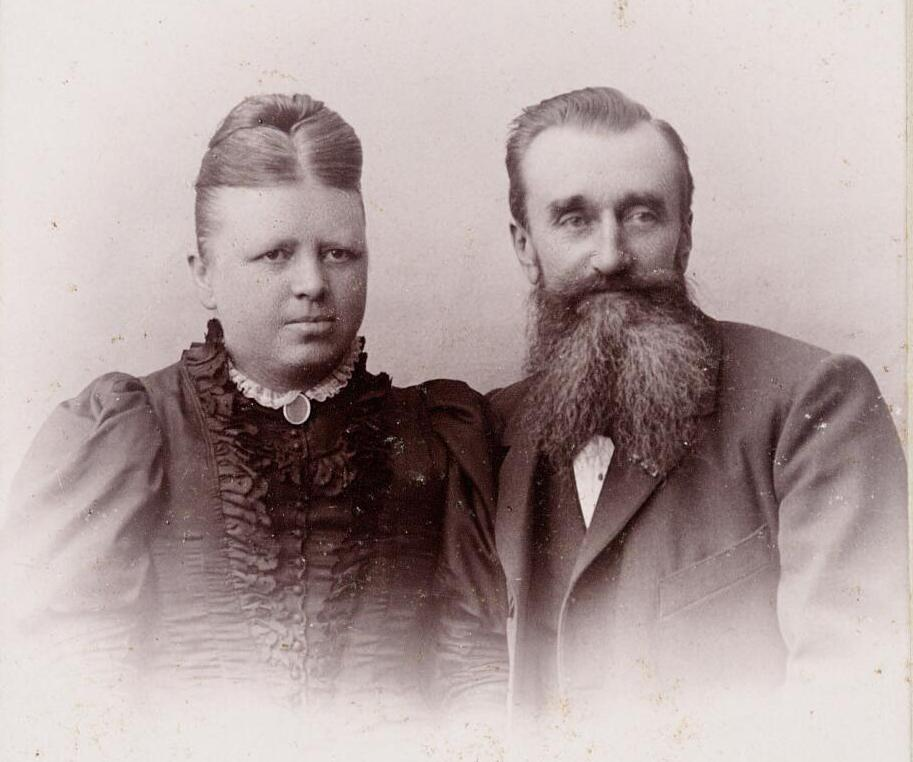
Hendrik Johan George Modderman en Zwaandina Eetje Geertsema

Hendrik Johan George Modderman (Slochteren, 15 augustus 1841 - Veenhuizen, 14 december 1897) was een Nederlandse diplomaat en hoofddirecteur van de Rijkswerkinrichtingen in Veenhuizen. Hij was consul voor Nederland in Liberia.

## Leven en werk
Modderman werd in 1841 in het dorp Slochteren geboren als zoon van de rijksontvanger Jan Ulysses Modderman en Elcke Schetsberg. Hij was werkzaam als chef van de handelsfactorijen in Monrovia. In 1880 werd hij consul voor Nederland. Na zijn terugkeer in Nederland werd hij directeur en later hoofddirecteur van de Rijkswerkinrichtingen in Veenhuizen.
Modderman trouwde op 12 juli 1880 te Groningen met Zwaandina Eetje Geertsema. Uit dit huwelijk werd een jong overleden zoon geboren.

## Ridderorden
Modderman ontving de ridderorde van de republiek Liberia en werd benoemd tot Knight Official of the Order of African Redemption.